# Интегральная геометрия
Интегральная геометрия изучает меры инвариантные относительно группы симметрий.
Термин появляется в работах Луиса Сантало и Вильгельма Бляшке.
Большой вклад внесли Гуго Хадвигер, Сигурдуром Хелгасоном и Израиль Гельфанд.
Из наиболее важных теорем следует упомянуть неравенство Александрова — Фенхеля и теорему Хадвигера.
К более ранним результатам интегральной геометрии можно отнести задачу Буффона о бросании иглы и формулу Крофтона.